# وری (ویسکانسین)
وری (به انگلیسی: Voree) یک منطقهٔ مسکونی در ایالات متحده آمریکا است که در شهرستان والورس، ویسکانسین واقع شده‌است.